# Сердцеед (фильм, 1937)
«Сердцеед» (фр. Gueule d’amour) — кинофильм режиссёра Жана Гремийона, вышедший на экраны в 1937 году.
По содержанию и стилю эта мелодрама перекликается с такими фильмами Поэтического реализма, как «Пепе ле Моко», «Человек-зверь», «Набережная туманов» и «День начинается», в которых главную роль также исполнил Жан Габен.

## Сюжет
Действие фильма начинается в 1936 году в городке Оранж на юге Франции. Служащий в этом городке кавалерийский офицер Люсьен Бурраш (Жан Габен) пользуется фантастически успехом у местных женщин, за что получил прозвище Сердцеед. Однажды он получает небольшое наследство, для оформления которого ему надо выехать в Канны. Получив причитающиеся ему по завещанию деньги, Люсьен идет на почту, чтобы отправить в свою часть телеграмму об опоздании на поезд. Там он встречает светскую красавицу Мадлен Куртюа (Мирей Бален), которая также пишет телеграмму своему богатому покровителю господину Моро с просьбой выслать ей денег, так как она проиграла в казино все, что у неё было. Люсьен очарован красотой Мадлен, и влюбляется в неё с первого взгляда. Он приглашает её в шикарный ресторан, а затем отдает ей всю полученную по наследству сумму денег для игры в казино, которые она очень быстро проигрывает. Люсьен не обращает на это внимания, так как счастлив быть в компании такой восхитительной дамы. Кажется, что и ей доставляет наслаждение его компания. Люсьен провожает Мадлен до дома, однако она закрывает перед ним дверь, и он вынужден уехать в часть ни с чем.
Через некоторое время Люсьен демобилизуется, переезжает в Париж и устраивается работать по специальности печатником в типографию. Однажды он случайно видит в кинотеатре Мадлен в сопровождении господина Моро, она его также замечает. Люсьен следит за ней, выясняет её адрес и встречает у дверей её дома. Она очень благожелательно его встречает и оставляет на ночь. У них начинается роман, что вызывает недовольство как приставленного к ней слуги (Жан Айме), так и её матери, мадам Куртюа (Маргерит Деваль), которая боится лишиться комфорта и богатства, которыми дочь и она пользуются благодаря господину Моро. После того, как по требованию Люсьена Мадлен сначала увольняет слугу, а затем прогоняет из дома мать, мадам Куртюа звонит Моро. Когда появляется Моро, Мадлен должна сделать выбор между ним и Люсьеном, и она выбирает Моро.
Такой поворот событий рушит устоявшийся мир Люсьена, который привык считать себя уверенным в себе покорителем женщин. Он увольняется из типографии и возвращается в Оранж, где когда-то заработал прозвище Сердцеед. Однако без эффектной военной формы, несчастный и помятый, он больше не вызывает былого интереса у женщин. Люсьен открывает небольшое бистро на окраине города, где едва сводит концы с концами.
Однажды к нему приезжает старый боевой товарищ, военный врач Рене (Рене Лефевр), который также уволился из армии и остался в Оранже работать врачом. Он рассказывает, что его дела идут совсем неплохо, и более того, он собирается жениться на одной парижской даме, которая приехала в их город некоторое время назад. По описанию Люсьен понимает, что этой дамой является Мадлен. Рене влюблен в неё и не подозревает, что Мадлен приехала в Оранж специально для того, чтобы разыскать Люсьена и даже наняла для этой цели частного детектива. Рене сообщает Мадлен, что пригласил на их ужин своего лучшего друга и боевого товарища, и Мадлен понимает, что этим товарищем является Люсьен.
Узнав у Рене, где расположено бистро Люсьена, Мадлен не приходит на ужин, а едет в бистро и там ожидает возвращения Люсьена. Приехав, Люсьен выгоняет из бистро всех посетителей и обслуживающий персонал, и остается с Мадлен наедине. Она говорит, что приехала в Оранж только ради него, что Рене для неё ничего не значит (даже звонит ему в качестве подтверждения своих слов), просит его взять себя в руки и вернуться вместе с ней в Париж. Но внутри совершенно опустошенного Люсьена закипает такая злоба по отношению к Мадлен, которую он по-прежнему страстно любит, но которая разрушила и продолжает рушить его жизнь, что он бросается на неё и душит.
Затем Люсьен идет к своему лучшему другу Рене и говорит ему, что убил Мадлен. Он просит Рене отвезти его в полицию. Вместо этого Рене дает Люсьену денег и ведет на вокзал, говоря, чтобы тот добрался до Марселя и сел на первый пароход до Северной Африки. Рене просит Люсьена, как только тот обоснуется на новом месте, сообщить свой адрес, и Рене вышлет ему ещё денег. Люсьен садится на поезд и уезжает, его провожает верный друг Рене.

## В ролях
- Жан Габен — Люсьен Бурраш, Сердцеед
- Мирей Бален — Мадлен
- Рене Лефевр — Рене
- Маргерит Деваль — Мадам Куртюа
- Жан Айме — Слуга